# Зимовка (Мордовия)
Зимовка — посёлок в Атюрьевском районе Мордовии. Входит в состав Атюрьевского сельского поселения.

## История
Основан в начале 1930-х годов переселенцами из села Вярьвель.

## Население
| 2002 | 2010 |
| ---- | ---- |
| 4    | ↘0   |

Национальный состав
Согласно результатам Всероссийской переписи населения 2002 года, в национальной структуре населения русские составляли 100 %.